# San Carlo all'Arena
San Carlo all'Arena es un barrio de la ciudad de Nápoles, en Italia. Forma parte de la Municipalità 3 junto a Stella.
Limita con los siguientes barrios: al norte con Piscinola, Miano y Secondigliano, al este con  San Pietro a Patierno y Poggioreale, al sur con San Lorenzo, Vicaria y Stella, al suroeste con Arenella, al oeste con Chiaiano.
Tiene una superficie de 7,64 km² y una población de 69.094 habitantes, siendo el tercer barrio más poblado de la ciudad por detrás de Fuorigrotta y Ponticelli.

## Etimología
El topónimo deriva del nombre de la iglesia homónima ubicada en la Via Foria, así llamada por el suelo arenoso en el que estaba situada, allí donde se acumulaba el material detrítico del agua pluvial procedente de las colinas (conocida como Lava dei Vergini).

## Monumentos y sitios de interés
- Iglesia de San Carlo all'Arena, templo católico neoclásico del siglo XVII que da el nombre al barrio;[3]
- Iglesia de Santa Maria degli Angeli alle Croci, templo católico barroco proyectado por Cosimo Fanzago en 1638;[5]
- Jardín botánico de Nápoles, fundado en 1807;[6]
- Real Albergo dei Poveri en la Piazza Carlo III, palacio monumental del siglo XVIII diseñado por Ferdinando Fuga, el más grande de Nápoles;[7]
- Ponti Rossi, acueducto romano de tufo y ladrillos rojos, parte del Acueducto de Serino de la época augustea;[8]
- Parque de Capodimonte, amplio parque urbano histórico con preciosas vistas de la ciudad y del Golfo de Nápoles; ubicado en la zona homónima, fue inaugurado en 1743 por Carlos de Borbón;[9]
- Museo Nacional de Capodimonte, situado en el interior del palacio homónimo;[10]
- Observatorio Astronómico de Capodimonte, fundado en 1812 por José Bonaparte;[11]
- Iglesia de Sant'Eframo Vecchio, convento de los Capuchinos del siglo XIII.[12]

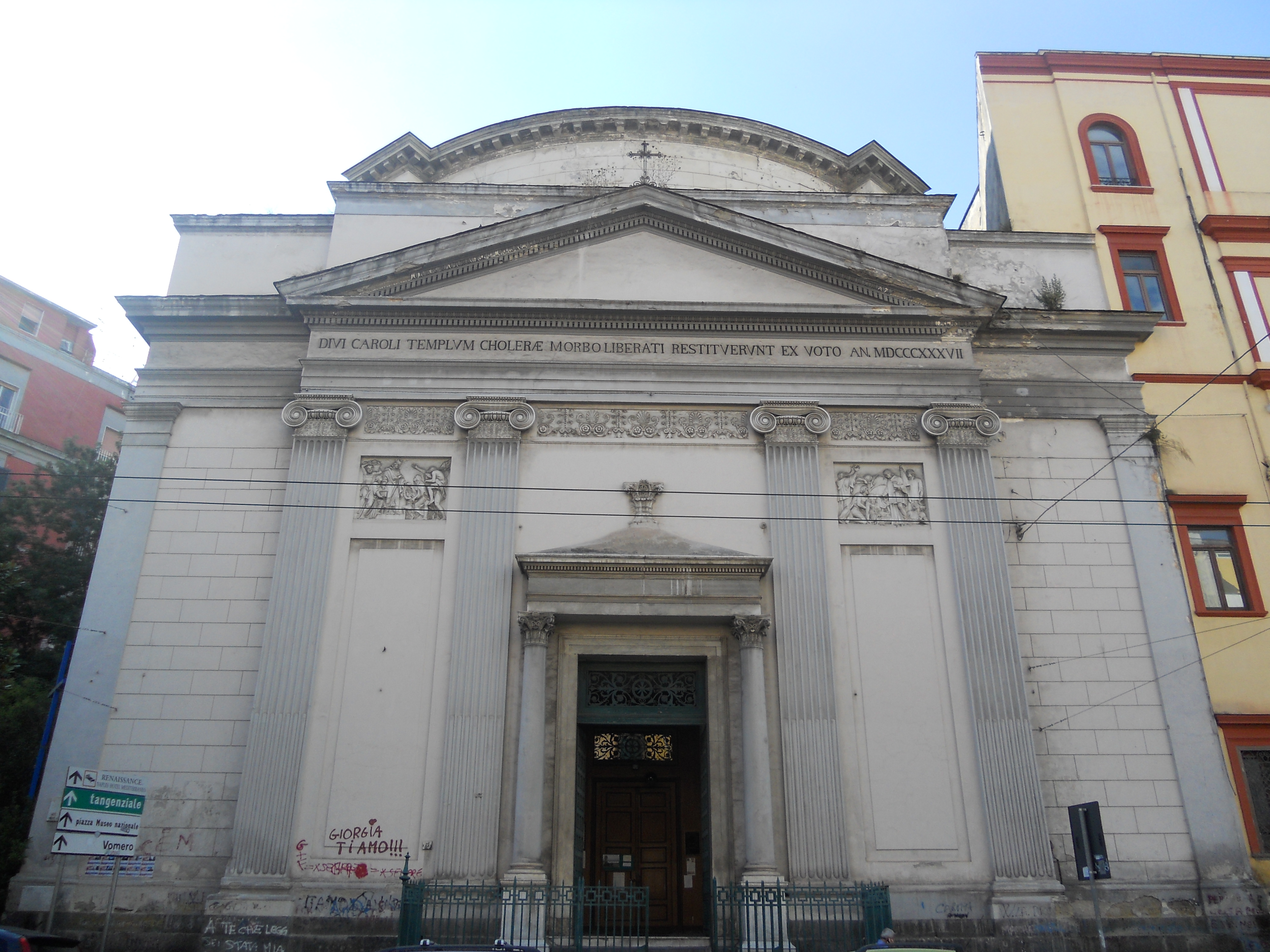
Iglesia de San Carlo all'Arena
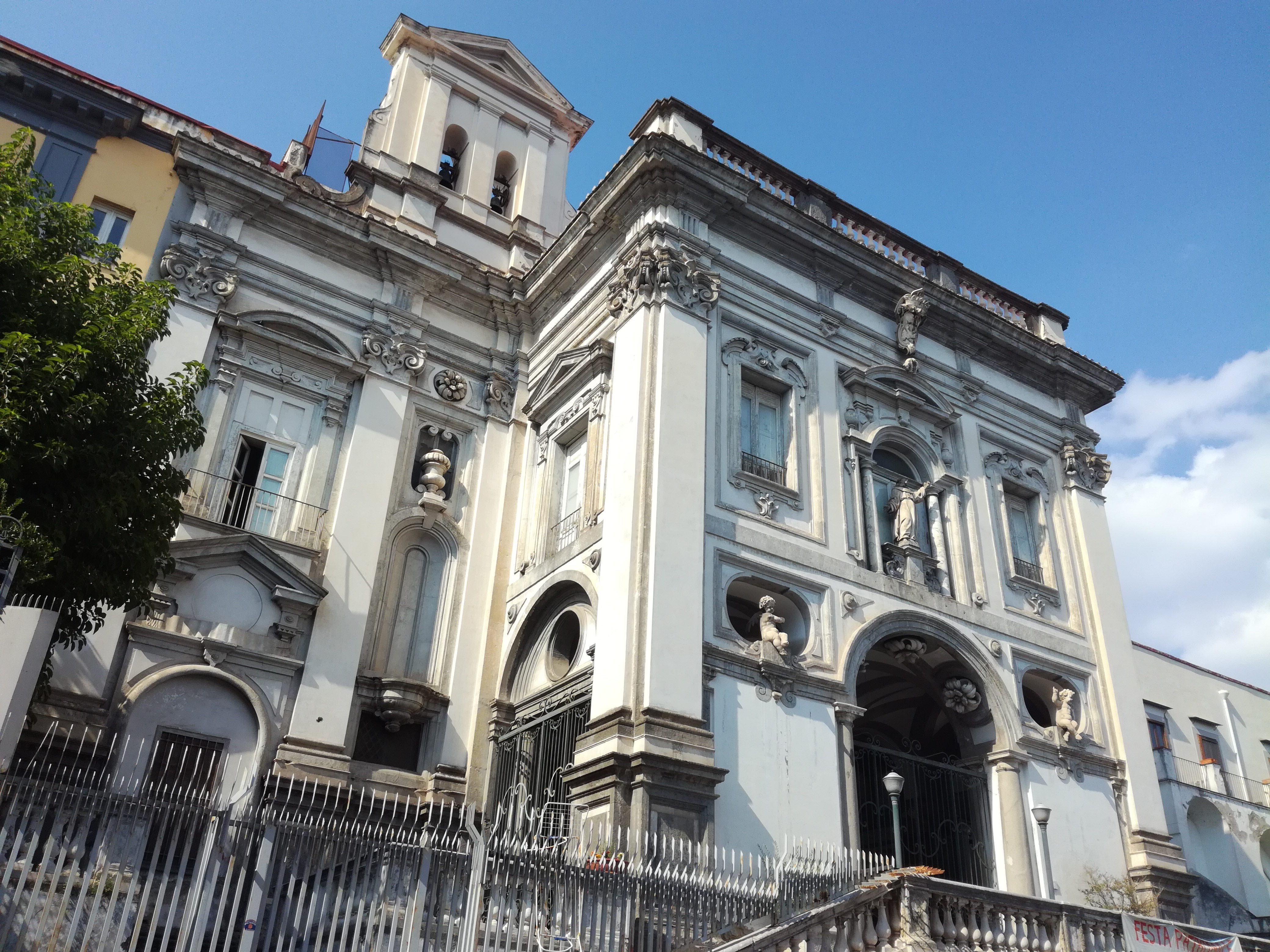
Iglesia de Santa Maria degli Angeli alle Croci
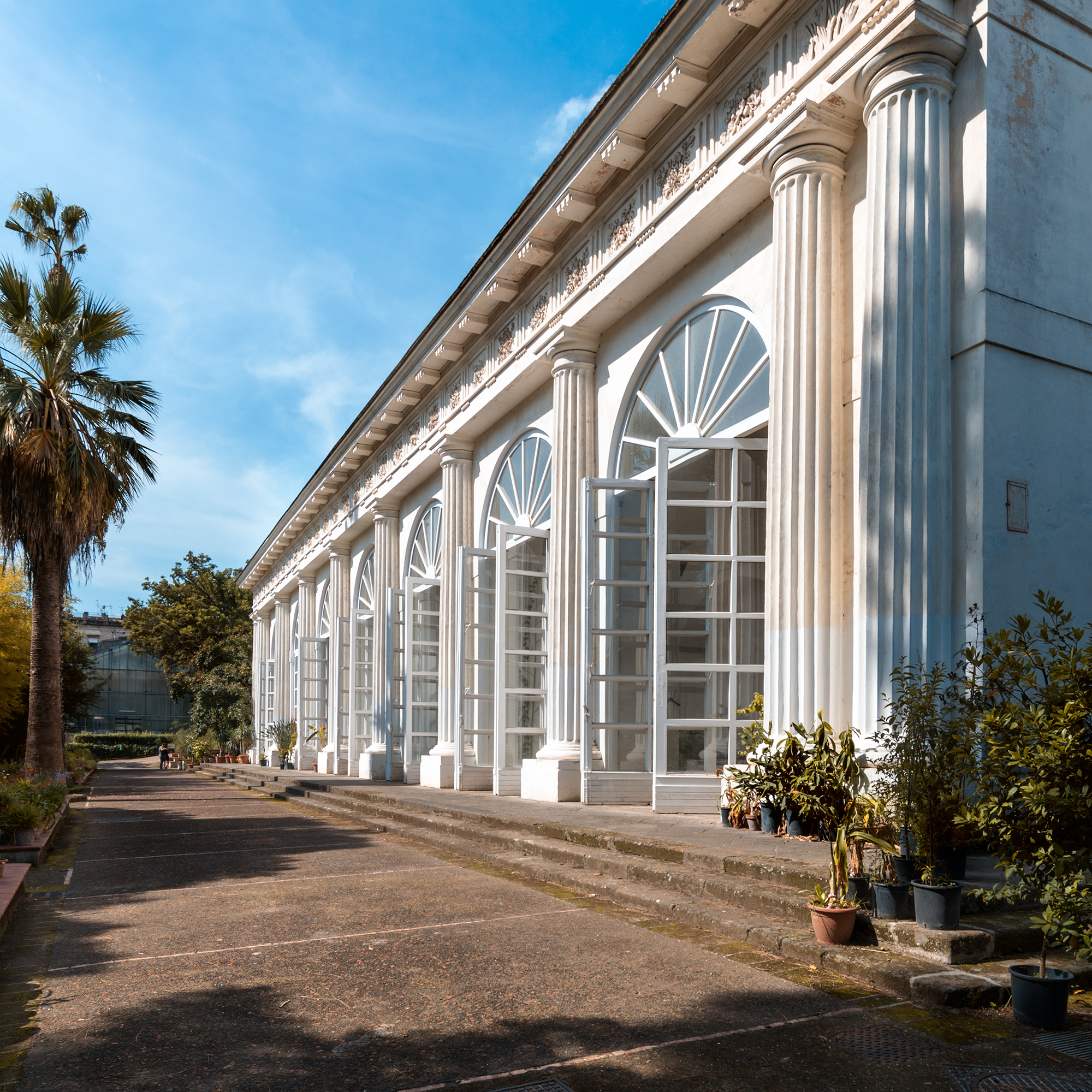
Jardín botánico de Nápoles
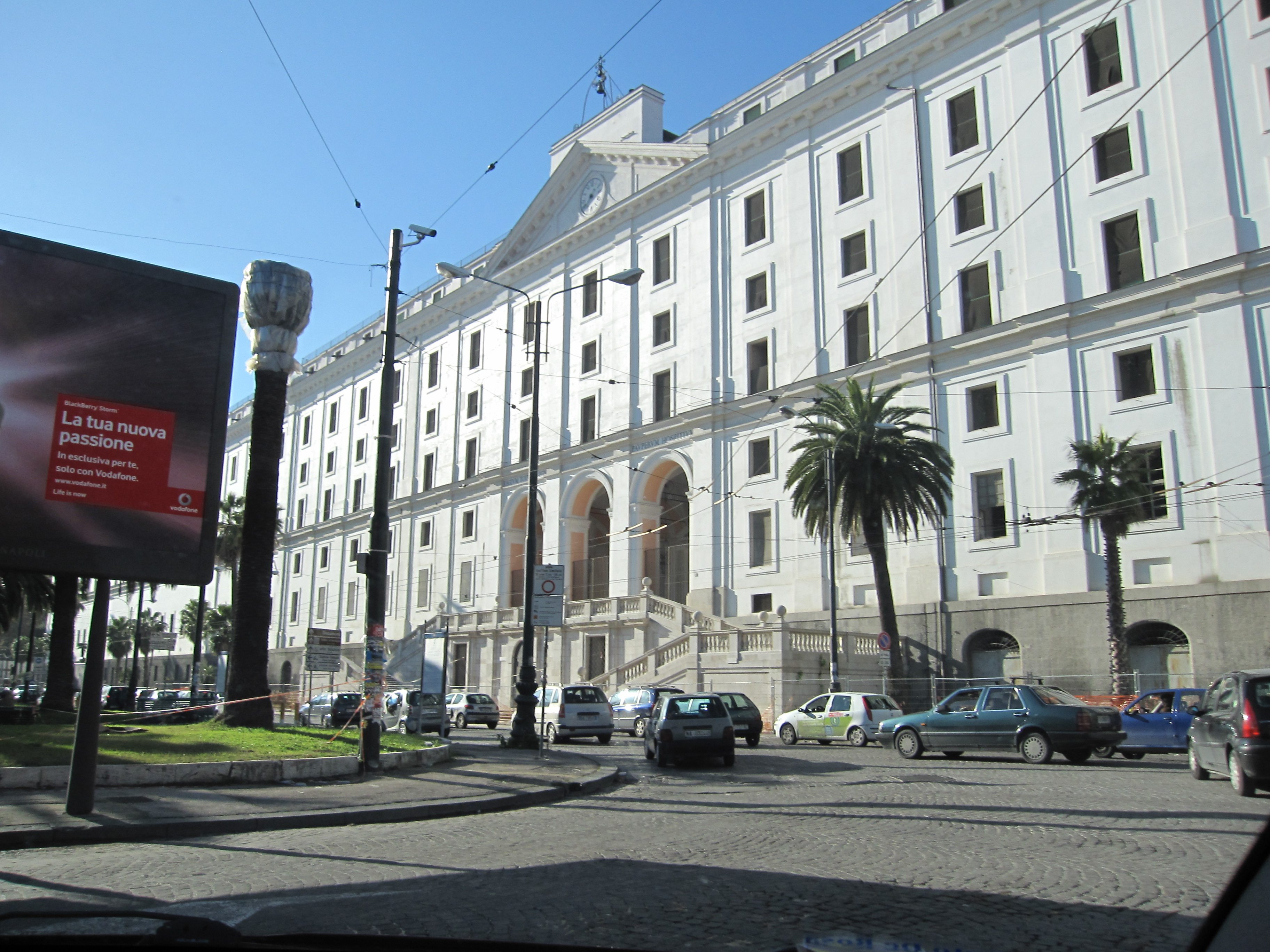
Real Albergo dei Poveri
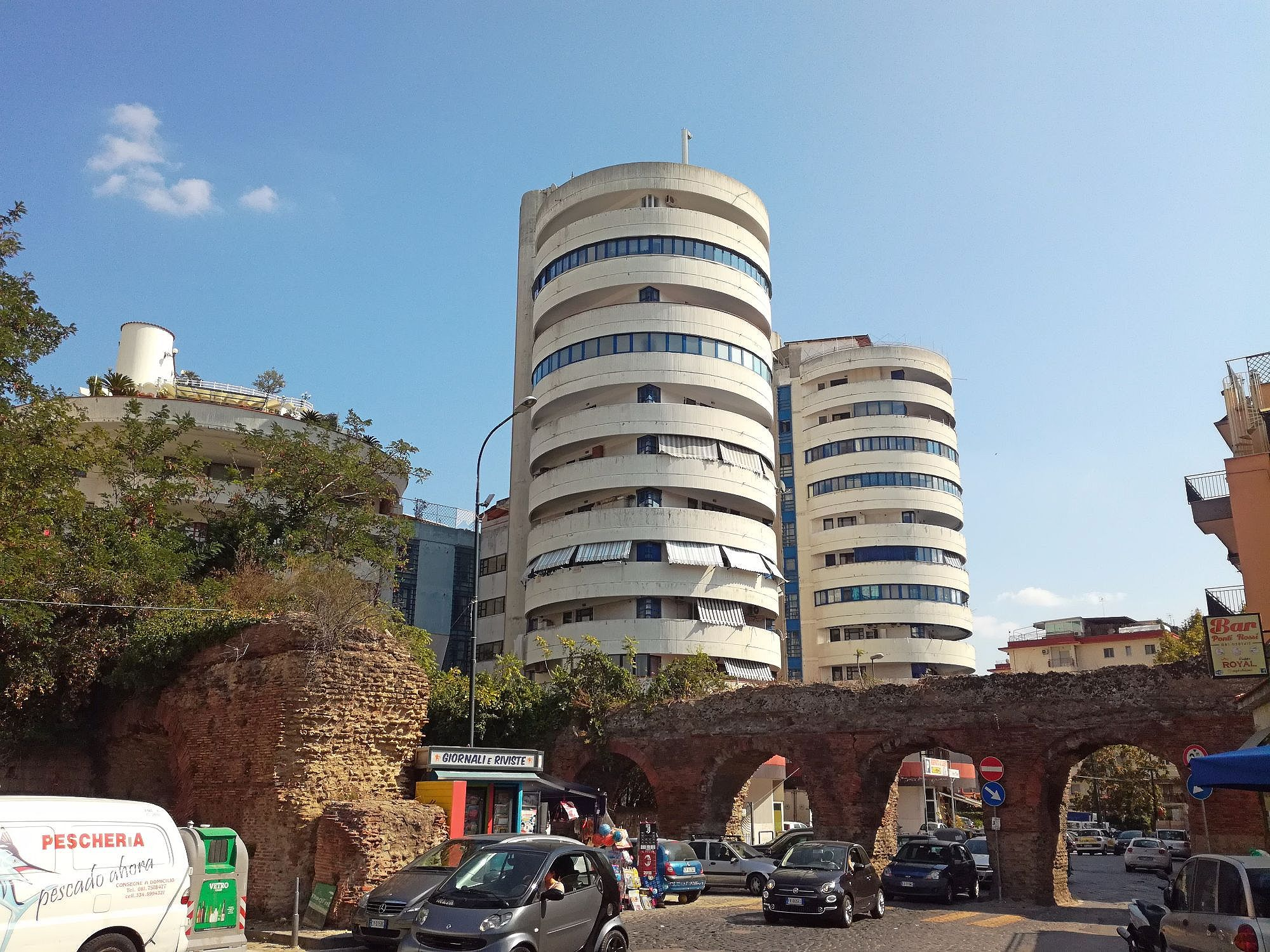
Ponti Rossi
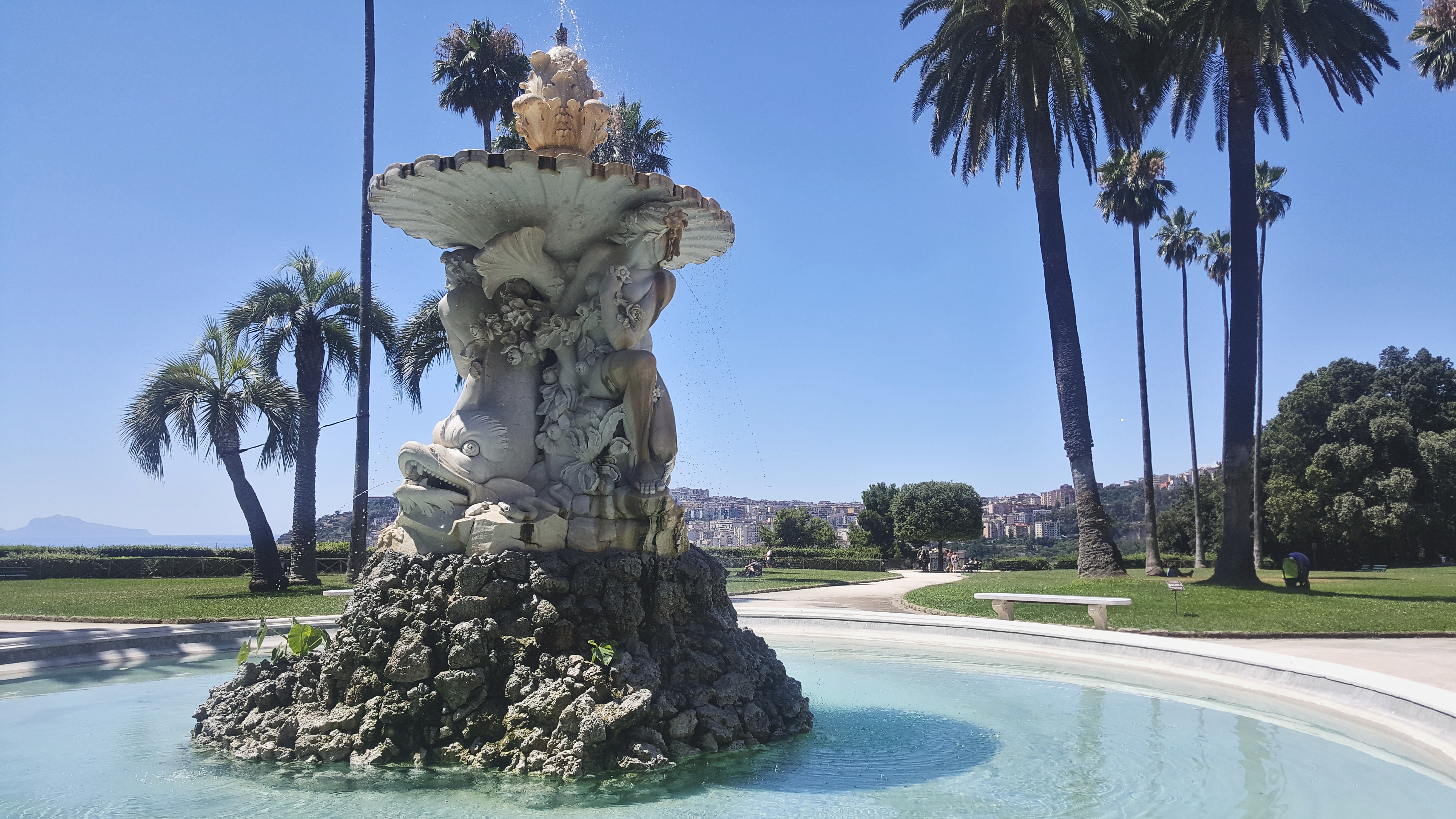
Parque de Capodimonte
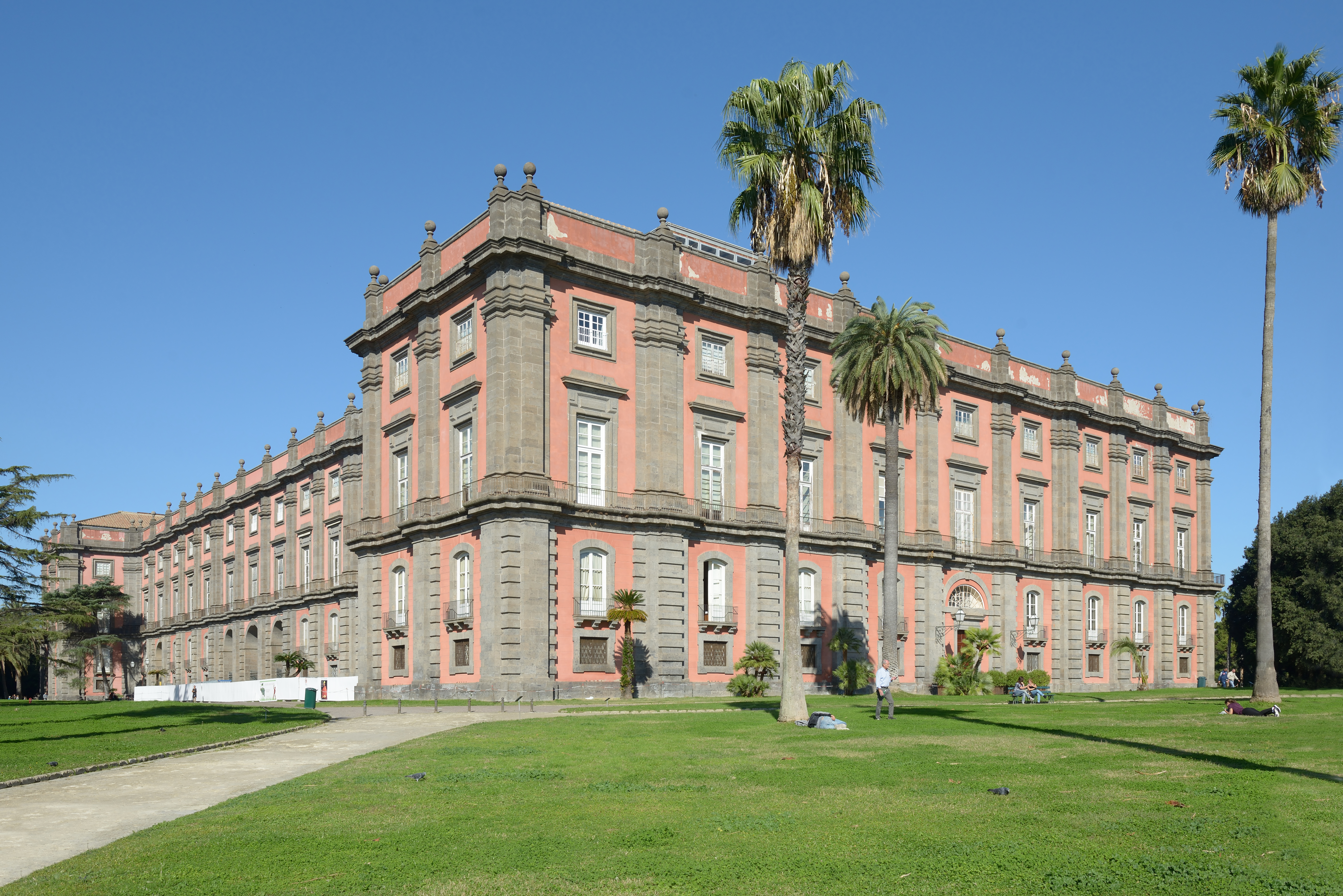
Museo Nacional de Capodimonte
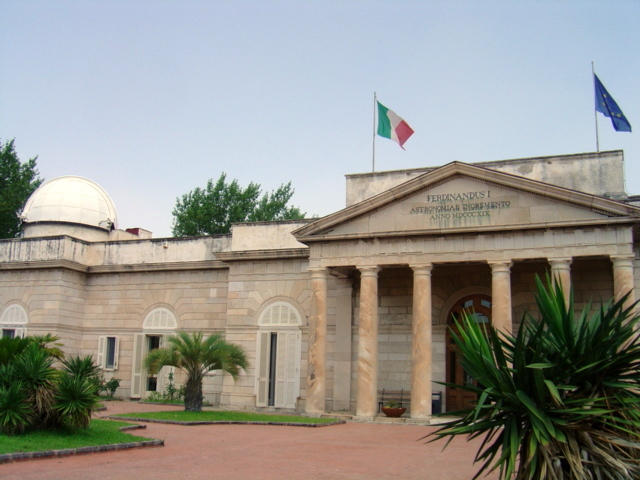
Observatorio Astronómico de Capodimonte
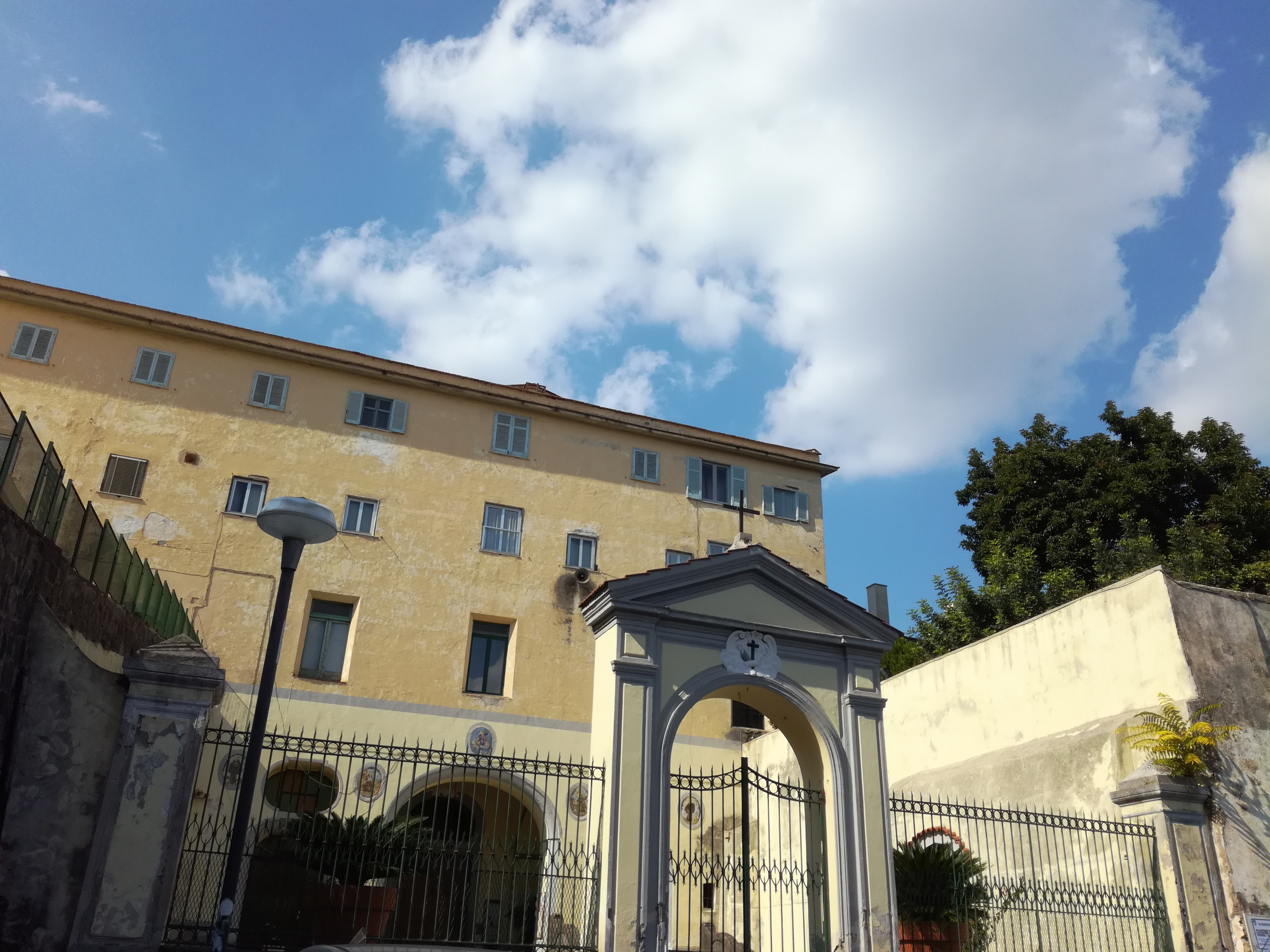
Iglesia de Sant'Eframo Vecchio